# 鄧肯鎮區 (伊利諾伊州默瑟縣)
鄧肯鎮區（英語：Duncan Township）是位於美國伊利諾伊州默瑟縣的一個行政鎮區。

## 地方資料
根據2010年美國人口普查的數據，鄧肯鎮區的面積為94.90平方千米，當中陸地面積為94.90平方千米，而水域面積為0.00平方千米。當地共有人口259人，而人口密度為每平方千米2.73人。